# 秋田大学教育文化学部附属特別支援学校
秋田大学教育文化学部附属特別支援学校（あきただいがくきょういくぶんかがくぶふぞくとくべつしえんがっこう）は、秋田県秋田市保戸野原の町にある国立特別支援学校。主に、知的障害者を対象とする。

## 設置課程
- 小学部
- 中学部
- 高等部

## 沿革
- 1962年6月 - 附属小学校養護学級として低学年1学級発足
- 1962年12月 - 附属小学校校舎に移転
- 1963年5月 - 附属小学校に高学年1学級増設
- 1964年8月 - 附属中学校に養護学級として1学級開設
- 1965年4月 - 附属中学校に1学級増設
- 1966年4月 - 附属中学校に1学級増設
- 1969年3月 - 新校舎移転
- 1969年4月 - 附属小学校に中学年1学級増設
- 1972年4月1日 - 教育学部附属養護学校設置
- 1973年4月1日 - 高等部設置
- 1998年4月1日 - 秋田大学教育文化学部附属養護学校と改称
- 2004年4月1日 - 国立大学法人化
- 2007年4月1日 - 秋田大学教育文化学部附属特別支援学校に改称